# Lega Italiana Baseball 1948
La Lega Italiana Baseball 1948 è stata la 1ª edizione del torneo di primo livello del campionato italiano di baseball organizzato dalla Lega Italiana Baseball.
Lo scudetto è stato conquistato dalla Libertas Bologna per la prima volta nella sua storia.

## Stagione

### Novità
Le squadre che parteciparono al primo campionato italiano furono: Indians Milano, Leo Milano, Libertas Bologna, Milano 1946 e Yankees Milano.

### Formula
La competizione fu strutturata su un girone unico all'italiana con gare di sola andata tra le cinque squadre partecipanti.

### Avvenimenti
Nel 1948, il baseball in Italia era ancora uno sport poco conosciuto e praticato rispetto ad altri sport come il calcio o il rugby. Tuttavia, grazie all'influenza degli Stati Uniti e alla crescente presenza di militari americani in Italia dopo la Seconda Guerra Mondiale, il baseball cominciava lentamente a farsi strada tra i giovani italiani. Diverse squadre amatoriali e locali si erano formate negli anni precedenti, ma mancava una struttura nazionale che unificasse il movimento. Il torneo venne vinto dalla Libertas Bologna, unica squadra che non proveniva dalla città di Milano, capace di imporsi in tutti i quattro incontri disputati. La partita che valse il primo titolo italiano della storia fu contro il Milano 1946 vinta dai bolognesi per 17 a 16

## Squadre partecipanti
| Club             | Città   | Impianto | Stagione precedente |
| ---------------- | ------- | -------- | ------------------- |
| Indians Milano   | Milano  |          |                     |
| Leo Milano       | Milano  |          |                     |
| Libertas Bologna | Bologna |          |                     |
| Milano 1946      | Milano  |          |                     |
| Yankees Milano   | Milano  |          |                     |

## Classifica finale
|  | Pos. | Squadra          | G | V | P | PCT   | GB  |
|  | ---- | ---------------- | - | - | - | ----- | --- |
|  | 1.   | Libertas Bologna | 4 | 4 | 0 | 1.000 | -   |
|  | 2.   | Milano 1946      | 3 | 2 | 1 | .667  | 1,5 |
|  | 3.   | Leo Milano       | 3 | 1 | 2 | .333  | 2,5 |
|  | 4.   | Indians Milano   | 2 | 0 | 2 | .000  | 3,0 |
|  | 5.   | Yankees Milano   | 2 | 0 | 2 | .000  | 3,0 |

Legenda:
      Campione d'Italia.

## Risultati
|  | Libertas Bologna | 25 – 14 | Yankees Milano |  |

|  | Milano 1946 | 14 – 9 | Indians Milano |  |

|  | Milano 1946 | 14 – 9 | Leo Milano |  |

|  | Leo Milano | n.d. – n.d. | Indians Milano |  |

|  | Libertas Bologna | 15 – 9 | Leo Milano |  |

|  | Milano 1946 | n.d. – n.d. | Yankees Milano |  |

|  | Leo Milano | 10 – 4 | Yankees Milano |  |

|  | Milano 1946 | 16 – 17 | Libertas Bologna |  |

|  | Libertas Bologna | 9 – 0 | Indians Milano |  |

|  | Yankees Milano | n.d. – n.d. | Indians Milano |  |